# Petro Vlahos
Petro Vlahos (en griego: Πέτρος Βλάχος: ; 20 de agosto de 1916 – 10 de Febrero, 2013), fue un ingeniero e inventor estadounidense, considerado uno de los científicos y técnicos pioneros que innovaron el cuadro de movimiento e industrias televisivas y cinematográficas. Diseñando constantemente soluciones que hicieron posible los éxitos de taquilla de la actualidad, es recordado principalmente por crear el proceso de composición electrónica de pantalla azul o Utimatte. Éste redefine el procesamiento del color conocido como "Bluescreening" o alternativamente como "Greenscreening" para solucionar el problemas de transparencia, suavizado de bordes y el "derrame de color" al insertar un cromado simple, y combinar esto con la tecnología de cámara de control de movimiento para crear la moderna toma de efectos visuales. Esta tecnología permite a los editores en posproducción a remover digitalmente la imagen del actor trabajando delante de un fondo azul o verde e insertarlo a cualquier preexistente fondo digital generado en computadora. Por sus contribuciones fue galardonado con múltiples Oscar, como también un Premio Emmy.

## Primeros años
Vlahos nació en Raton, Nuevo México, y era hijo de inmigrantes griegos. Desde temprana edad mostró una aptitud por la electrónica y en 1941 se graduó de la Universidad de California en Berkeley. Trabajó como diseñador en Douglas Aircraft Company durante la Segunda Guerra Mundial, y posteriormente como ingeniero de radar en Bell Laboratories. Después de la guerra se mudó a Hollywood y empezó a trabajar en la Metro-Goldwyn-Mayer.

## Carrera de Hollywood

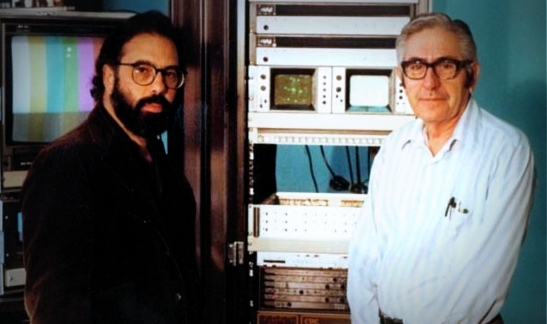
Francis Ford Coppola y Vlahos (derecha)

La tecnología usada en la actualidad para combinar actores con imágenes de fondo se deriva de las técnicas que él desarrolló. Vlahos no fue el primero en usar la tecnología de la pantalla azul - fue inventado por Lawrence W. Butler para la película de 1940 The Thief of Bagadad; sin embargo Vlahos hizo el proceso mucho más realístico y científico. Creó un sistema llamado "mate de vapor de sodio", primero en 1959 para el espectacular remake de Ben-Hur y posteriormente en 1964 para el clásico musical de Disney, Mary Poppins con el que ganó un Oscar. Más tarde redefinió la diferencia de color del proceso de la pantalla azul al desarrollar una forma para minimizar los efectos secundarios de los métodos anteriores. Vlahos desarrolló un complicado proceso de laboratorio que involucraba separar los colores azul, verde y rojo que cada cuadro antes de combinarlos de nuevo en cierto orden. Continuó este proceso e introdujo el uso de las cámaras de control de movimiento durante el trabajo con la pantalla azul. Llamó a este innovador invento Colour-difference travelling matte scheme.
En 1976 junto con su hijo, Paul Vlahos, fundaron The Ultimatte Corporation, en Chatsworth, California. Las primeras unidades Ultimatte fueron "cajas negras" análogas que posteriormente se convirtieron en hardware digital avanzado y productos de software para computadora en tiempo real. Cuando las películas de ciencia ficción y fantasía dominaron la industria en los años 80, las técnicas de Vlahos se volvieron esenciales para películas como la saga de Star Wars. Refinamientos en su técnica fueron usadas en varios éxitos de taquillas de los años 90, especialmente en el clásico de 1997, Titanic, donde las escenas peligrosas, costosas o difíciles de filmar, finalmente fueron posibles.
Durante toda su carrera, Petro Vlahos celebró más de 35 patentes de tecnología para la creación de filmes.

## Premios y galardones
Como miembro del Consejo de Investigación Cinematográfica Original de la Academia, fue honorado por La Academia de Artes y Ciencias Cinematográficas en varias ocasiones, comenzando con el Premio de Ciencias y Tecnología en 1960 por el dispositivo indicador de parpadeo de la cámara.
En 1964 ganó su primer Oscar por la "concepción y perfección de las técnicas para el color que viaja la cinematografía compuesta mate".
En 1978, ganó un Premio Emmy por la Tecnología de Composición del Ultimatte.
La Academia de Artes y Ciencias Cinematográficas le otorgó la Medalla de Elogio en 1992. Y un año más tarde recibió el Premio Gordon E. Sawyer, siendo su segundo Oscar.
En 1995, recibió su tercer Oscar, juntamente con su hijo Paul, por los avances en la pantalla azul hechos por la Ultimatte Corporation.